# Mitsubishi B2M
Mitsubishi B2M — серійний палубний бомбардувальник-торпедоносець Імперського флоту Японії 30-х років 20 століття.

## Історія створення
У 1927 році фірма Mitsubishi, не задоволена характеристиками палубного торпедоносця Mitsubishi B1M, звернулась до командування Імперського флоту з пропозицією розробки нового літака. На відміну від В1М, розробленого в Японії (хоча й за сприяння британських конструкторів під керівництвом Герберта Сміта), це замовлення на конкурсній основі було цілком розміщене в Англії.
На конкурс було представлено 3 варіанти літаків. Перший, 3MR3, представив Герберт Сміт (англ. Herbert Smith), який працював за контрактом на фірму Mitsubishi. Другий, 3MR4, був представлений фірмою Blackburn Aircraft; третій, 3MR5, представила фірма Handley Page.
Переможцем вийшов проєкт фірми Blackburn. Представлений літак, Blackburn T.7B, був по суті збільшеною модифікацією серійного англійського торпедоносця Blackburn Ripon. Літак здійснив перший політ у грудні 1929 року. Випробування були вдалими, і незабаром дослідний взірець з комплектом документації був відправлений в Японію. Протягом 1930-32 років в Японії було побудовано ще 3 прототипи з невеликими змінами.
При запуску літака в серійне виробництво виникли певні труднощі, до того ж, командування флоту довго не могло вирішити, які саме задачі має виконувати новий літак. Все це затримало випуск літака. Зрештою, літак був прийнятий на озброєння на початку 1933 року як торпедоносець під назвою «Палубний штурмовик флоту Тип 89 Модель 1» (або В2М1).

## Опис конструкції
Mitsubishi B2M був тримісним біпланом з двигуном Hispano-Suiza Type 51-12Lbr потужністю 625 к.с. Силовий набір був металічним, крила та хвостове оперення було полотняне, носова частина літака була обшита дюралем. У нижньому крилі були розміщені повітряні мішки, які забезпечували плавучість літака у випадку приземлення на воду.
Екіпаж складався з 3 чоловік: пілот, радист та стрілець-спостерігач (у випадку застосування літака як розвідника) або 2 чоловіка (у варіанті торпедоносця). Літак був озброєним двома 7,7-мм кулеметами, один з яких був нерухомий, скерований уперед, з синхронізатором, а інший - в турелі стрільця.
Літак міг нести одну 800-кг торпеду  та 6 освітлювальних бомб (при цьому екіпаж скорочувався до 2 чоловік, а запас палива - з 765 до 380 літрів). Зазвичай літак ніс дві 100-кг бомби та декілька легких бомб.
Під час серійного виробництва двигун був замінений на Hispano-Suiza 12Lbr V-12 потужністю 650 к.с. У 1934 році була запущена у виробництво покращена модифікація «Палубний штурмовик флоту Тип 89 Модель 2» (або В2М2). У неї був зменшений розмах крил та нове хвостове оперення трикутної форми. Літак став трози швидшим, але загалом його характеристики майже не змінились.
Загалом було випущено 206 літаків усіх модифікацій.

## Тактико-технічні характеристики (B2M1)

### Технічні характеристики
- Екіпаж: 2-3 чоловік
- Довжина: 10,27 м
- Висота: 3,70 м
- Розмах крил: 15,22 м
- Площа крил: 55,00 м²
- Маса порожнього: 2 260 кг
- Маса спорядженого: 3 600 кг
- Двигуни: Hispano-Suiza 12Lbr V-12
- Потужність: 650 к. с.

### Льотні характеристики
- Максимальна швидкість: 213 км/г
- Практична стеля: 4 500 м
- Дальність польоту: 1 779 км

### Озброєння
- Кулеметне: 2× 7,7 мм кулемети
- Бомбове: 1× 800-кг торпеда або до 800 кг бомб

## Модифікації
- Blackburn T.7B - прототип, збудований Blackburn Aircraft
- Mitsubishi 3MR4 - прототип, збудований в Японії (3 екз.)
- Misubishi B2M1 - початкова серійна версія
- Mitsubishi B2M2 - покращена серійна версія зі зменшеним розмахом крил та зміненим хвостовим оперенням

## Історія використання
Літаки Mitsubishi B2M несли службу на авіаносцях «Хошо», «Акаґі» та «Каґа», а також на берегових аеродромах. Вони не змогли замінити попередню модель В1М. У 1935 році їх випуск був припинений, а у серійне виробництво запустили новий літак Yokosuka B3Y, який, проте, також не став основним палубним бомбардувальником-торпедоносцем. В результаті, на початок японсько-китайської війни у 1937 році флот використовував три різні типи бомбардувальників-торпедоносців.
Участь Mitsubishi B2M у бойових діях була обмеженою - протягом серпня 1937 року літаки з «Каґа» надавали підтримку японським військам, які висадились в районі Шанхаю. Тоді ж з'явились перші втрати. 15 серпня 1937 року, під час чергового нальоту, літаки Mitsubishi B2M були атаковані китайськими винищувачами. Втрати японців склали 6 літаків, ще 2 літаки сіли на воду. Загинув командир ескадрильї та його заступник. Таким чином, «Каґа» за один виліт втратив 2/3 своїх торпедоносців. Після цього авіагрупа «Каґа» була переформована, а застарілі Mitsubishi B2M були замінені на нові Yokosuka B4Y. Частина літаків Mitsubishi B2M ще певний час використовувалась у льотних школах як навчальні.